# Dani Baijens
Dani Baijens, född 5 maj 1998 i Rotterdam, är en nederländsk handbollsspelare (mittnia), som spelar för HSV Hamburg och det nederländska landslaget.